# Дольни-Кубин (район)
Район Дольни-Кубин (словац. Okres Dolný Kubín) — район Словакии. Находится в Жилинском крае.

## Население
| Год:        | 1994   | 2004    | 2014    | 2024    |
| ----------- | ------ | ------- | ------- | ------- |
| Broj ljudi: | 38 497 | 39 458  | 39 469  | 38 726  |
| Разница:    |        | +2,49 % | +0,02 % | −1,88 % |

| Год:                | 2023   | 2024    |
| ------------------- | ------ | ------- |
| Количество человек: | 38 734 | 38 726  |
| Разница:            |        | −0,02 % |

### Статистические данные (2001)
Национальный состав:
- Словаки — 98,2 %
- Чехи — 0,7 %

Конфессиональный состав:
- Католики — 68,8 %
- Лютеране — 20,0 %